# Cornelis Augustijn
Cornelis Augustijn (Rotterdam, 18 juni 1928 - Den Haag, 1 januari 2008) was een Nederlandse theoloog, predikant en kerkhistoricus. Hij was lid van de Gereformeerde Kerken in Nederland (tegenwoordig onderdeel van de Protestantse Kerk in Nederland).

## Levensloop
Augustijn was van 1954 tot 1963 predikant in Schipluiden. In 1962 promoveerde hij op een proefschrift over de houding van Desiderius Erasmus ten opzichte van de reformatie. In 1963 werd hij wetenschappelijk medewerker aan de Vrije Universiteit Amsterdam. Na in 1966 tot lector te zijn benoemd, werd hij in 1968 hoogleraar kerkgeschiedenis. In 1993 ging hij met emeritaat. Hij werd opgevolgd door Christoph Burger.
Augustijn gold als een belangrijke deskundige op het terrein van de reformatie. Van zijn hand verscheen een veelvoud aan publicaties, onder meer over de zestiende-eeuwse kerkhervormers Johannes Calvijn, Martin Bucer en de al eerder genoemde Erasmus. In 1986 zag van zijn hand een biografie over laatstgenoemde het licht. Deze werd vertaald in het Duits, Engels, Italiaans en Spaans. In 1994 mocht hij er de Melanchthonpreis der Stadt Bretten voor in ontvangst nemen, een internationale wetenschapsprijs verbonden aan de geboorteplaats Bretten van de Duitse reformator Philipp Melanchthon.
In 1967 werd in de Gereformeerde Kerken in Nederland het cahier Kerk en belijdenis uitgebracht, waarin de gereformeerde belijdenis aan een kritische blik was onderworpen. Ook Augustijn had hieraan meegewerkt. Hij was van mening dat de belijdenisgeschriften uit historisch oogpunt wel van belang waren, maar niet goed meer pasten in het huidige tijdsgewricht en boven de Bijbel waren geplaatst.
Hij was verder van mening dat de kerken zich meer te weer zouden moeten stellen tegen negatieve en onverschillige opvattingen en gedragingen ten opzichte van het christendom.
Cornelis Augustijn overleed op 79-jarige leeftijd.

## Werk (selectie)
- Erasmus en de Reformatie: een onderzoek naar de houding die Erasmus ten opzichte van de Reformatie heeft aangenomen, 1962, 323 p., Amsterdam en Parijs, proefschrift (met samenvatting in het Frans)
- Calvijn, 1966, 127 p., Kruseman - Den Haag
- De martelaar en zijn getuigenis, 1966, 27 p., Kok - Kampen
- De godsdienstgesprekken tussen rooms-katholieken en protestanten van 1538-1541, 1967, 149 p., Bohn - Haarlem
- Erasmus: vernieuwer van kerk en theologie, 1967, 168 p., Het Wereldvenster - Baarn
- Luthers intrede in het klooster, 1968, 31 p., Kok - Kampen, inaugurele rede
- Kerk en belijdenis, 1969, 74 p., Kok - Kampen
- In rapport met de tijd: 100 jaar theologie aan de Vrije Universiteit, 1980, 279 p., Kok - Kampen, ISBN 90-242-1077-1
- Erasmus, 1986, 200 p., Ambo - Baarn, ISBN 90-263-0777-2
- Werken: zin of geen zin: twaalf theologische visies op arbeid, samen met Gerard Dekker, 1986, 176 p., Ten Have - Baarn, ISBN 90-259-4329-2
- Gereformeerd Amsterdam sedert 1835, 1989, 158 p., Kok - Kampen, ISBN 90-242-3421-2
- Abraham Kuyper: vast en veranderlijk: de ontwikkeling van zijn denken, samen met Jasper Vree Az., 1998, 256 p., Meinema - Zoetermeer, ISBN 90-211-3714-3
- Vervreemding en verzoening: de relatie tussen katholieken en protestanten in Nederland, 1550-2000, samen met Eugène Honée, 1998, 186 p., Valkhof Pers - Nijmegen, ISBN 90-5625-045-0